# انت اسکوتول
انت اسکوتول (انگلیسی: Annette Skotvoll؛ زادهٔ ۱ سپتامبر ۱۹۶۸) بازیکن هندبال اهل نروژ است.